# NGC 1036
NGC 1036 è una galassia nana a spirale barrata e peculiare situata nella costellazione dell'Ariete, a una distanza di circa 27 milioni di anni luce dalla nostra Via Lattea.

## Scoperta
La galassia è stata scoperta il 29 novembre 1785 dall'astronomo britannico di origine tedesca William Herschel. Il 18 gennaio 1898 è stata osservata e descritta dall'astronomo francese Stéphane Javelle e in seguito inserita nell'Index Catalogue con la designazione IC 1828.

## Descrizione
NGC 1036 presenta una larga riga a 21 cm dell'idrogeno neutro. Il nucleo della galassia è luminosa nell'ultravioletto. È inserita nel catalogo di Markarian con il codice Mrk 370 (MK 370).